# Jörn Neumeister
Jörn Neumeister (* 7. Mai 1987 in Münster) ist ein deutscher Fußballspieler. Er wird in der Abwehr eingesetzt.

## Laufbahn
In der Jugend spielte Neumeister zunächst für den VfL Schwerte, bevor er 1998 zu Borussia Dortmund wechselte. Hier wurde er 2005 zum ersten Mal im Seniorenbereich eingesetzt, für die zweite Mannschaft in der Regionalliga Nord, als er in der 89. Minute beim 1:1-Unentschieden gegen den VfL Osnabrück Mehmet Akgün ersetzte. 2009 folgte, nach nur sporadischen Einsätzen in den Vorjahren, sein Profiligadebüt am 5. Spieltag der Drittligasaison 2009/10 beim 1:0-Auswärtssieg gegen den FC Ingolstadt 04. Auch dabei wurde er eingewechselt. Er kam für David Vržogić in der 64. Minute ins Spiel.